# Cross-Slab von Tullylease

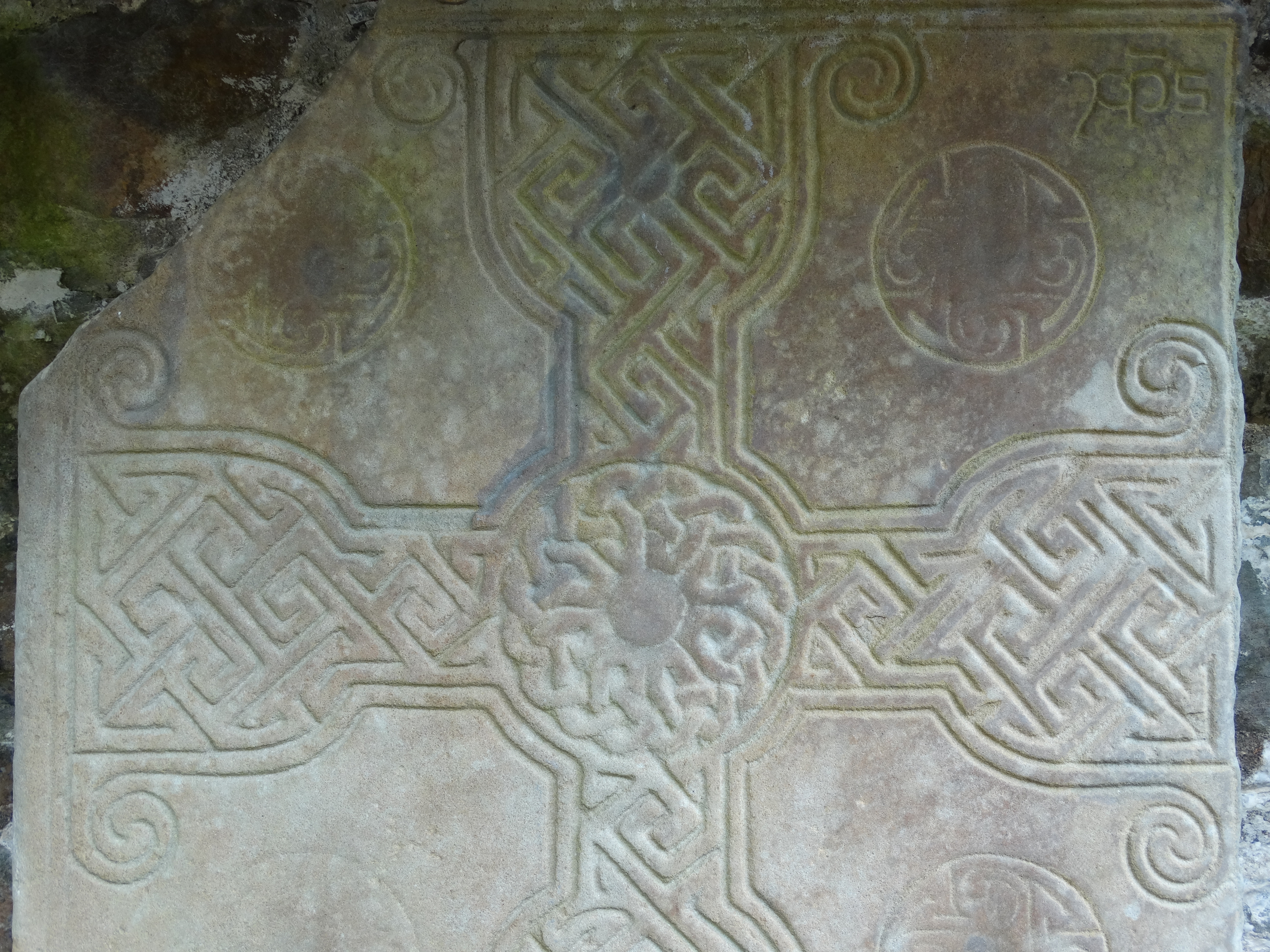
Cross-Slab von Tullylease

Die Cross-Slab von Tullylease (auch St. Berchert’s Cross oder Grave Slab genannt) aus dem 9. Jahrhundert ist die besterhaltene von fünf in den Ruinen des Klosters im Dorf Tullylease (irisch Tulach Léis), südwestlich von Charleville im County Cork, gefundenen Platten. Sie gilt als die feinste frühchristliche Kreuzplatte Irlands. 
Der 95 cm hohe, 65 cm breite und 7 cm dicke Stein wurde 1851 aufrecht stehend an der Ostmauer der Kirche von John Windele (1801–1865) entdeckt und gezeichnet; die Zeichnung ging verloren. Das Kreuz besteht aus einem Schlingenmuster und hat mehrere Vorsprünge. Die Inschrift lautet: „whoever reads this inscription, pray for Berichtuin“ (wer auch immer diese Inschrift liest, beten Sie für Berichtuin) und entspricht der Formel auf dem walisischen Cross Slab von Llanwnws in Dyfed.

## Kontext
Diese Grabplatten sind gewöhnlich flache Steine mit einem Kreuz und einer Inschrift, die um ein Gebet für die begrabene Person bitten. Es gibt sie in großer Zahl und breiter Gestaltungsvielfalt des Kreuzes. Die meisten sind irische Kreuze mit dekorativ verbreiterten Enden. Sie erscheinen vom 8. bis 11. Jahrhundert. Die besten Beispiele stehen im Eingang von Clonmacnoise im County Offaly.